# Ce soir

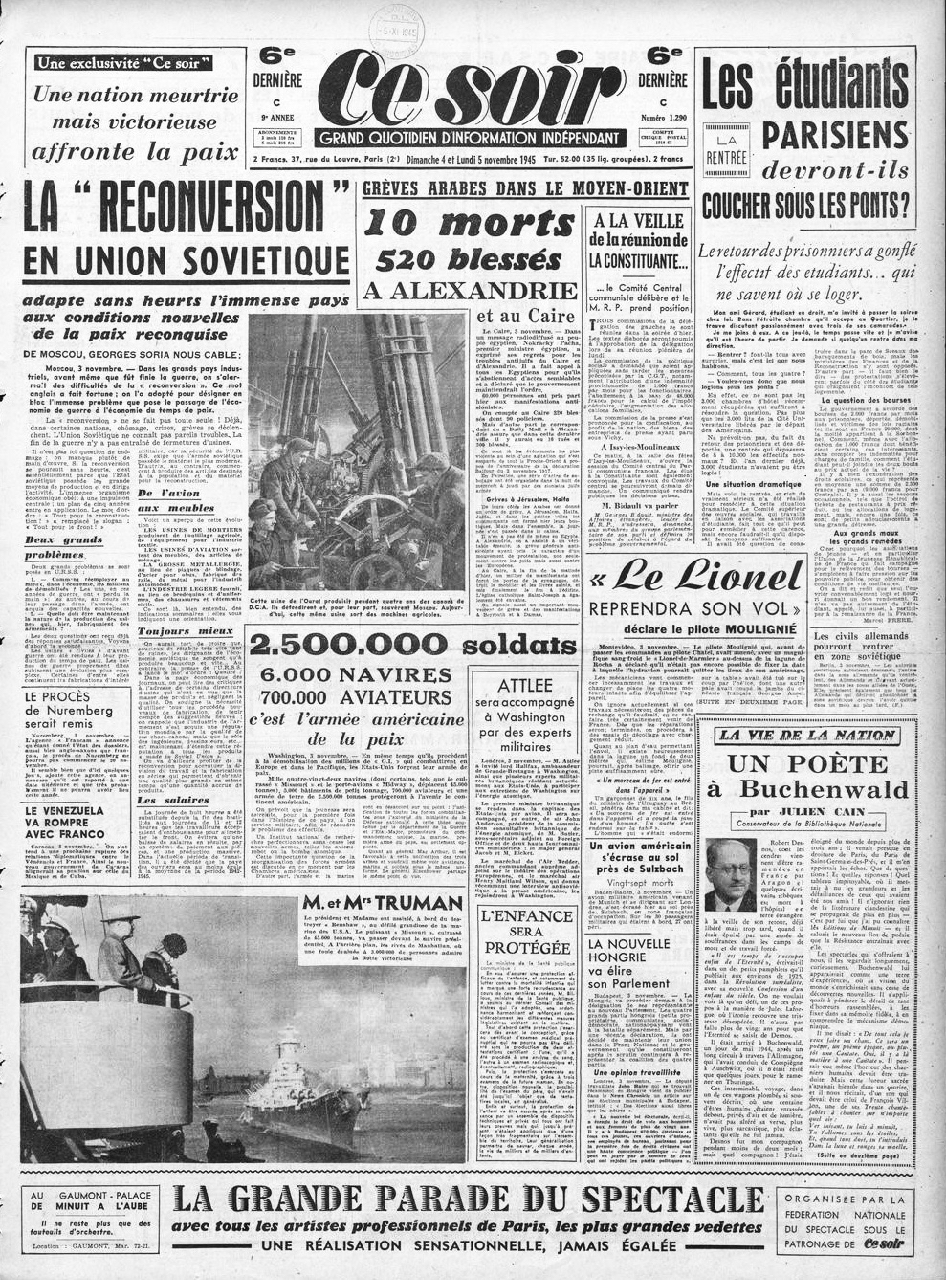
Ce soir den 4-5 november 1945.

Ce soir ("Ikväll") var en fransk kvällstidning grundad av det franska kommunistpartiet och det första numret gavs ut den 2 mars 1937. Tidningen leddes av Louis Aragon och Jean-Richard Bloch. Tidningen förbjöds den 25 augusti 1939 och utgivningen återupptogs inte officiellt förrän 1944. Den 1 mars 1953 gavs sista numret ut. Bland kända medarbetare kan nämnas fotograferna Gerda Taro, Robert Capa och David Seymour som bevakade spanska inbördeskriget tillsammans med 18 utsända journalister från Ce soir.